# علم مقاطعة كيبك

علم مقاطعة كيبك

علم مقاطعة كيبيك ويدعى Fleurdelisé؛ تم اعتماد هذا العلم رسمياً في 21 يناير كانون الثاني من سنة 1948.
كان العلم الكيبيكي أحد محفزات الاحتجاجات في مقاطعة كيبك عام 1946 حيث طالبت الجمعية التشريعية في كيبيك اعتماد العلم الكندي بجدية تامة.
وبسبب رفض الحكومة الكندية التخلي عن العلم الأحمر، الذي كان معروفًا باسم Red Ensign، وهو كناية عن علم بالأحمر يحمل صورة العلم البريطاني في زاويته العليا اليسرى وصورة لدرع وسام النبالة في كندا في وسط الجهة المقابلة، قرر المطالبون بعلم جديد للبلاد ابتكار علم خاص بمقاطعة كيبيك.
في 19 من تشرين الثاني من عام 1946 طالب النائب البرلماني المستقل رونيه شالو تصميم علم خاص لمقاطعة كيبيك.
في هذه الأثناء كان رئيس الوزراء في كيبيك موريس دوبليسي يقتنص الفرص السانحة لتسجيل النقاط لصالحه ولم يرغب في أن يتمكن عضو في المعارضة من الحصول على أبوية رمز بهذه الأهمية فقرر قطع الطريق على النائب شالو.
في 21 من كانون الثاني 1948 فاجأ دوبليسي الجميع من خلال الإعلان عن قرار صادر عن مجلس الوزراء يقضي بجعل العلم المعروف باسم fleur de lisé رمزًا رسميًّا لمقاطعة كيبيك وكان ذلك في اليوم نفسه الذي كان من المفترض فيه التصويت على مقترح شالو. رُفع العلم مباشرة على مبنى البرلمان أثناء إعلان الخبر.
«بالرغم من الإجماع الشعبي حول العلم الجديد إلا انه لا يزال العلم مثيرًا للجدل حتى يومنا هذا في صفوف خبراء علم النبات فالبعض يرى أن الزهور الممثلة على العلم ليست زهور الزنبق إنما زهور السوسن والمثير للجدل أكثر هو أن زهرة السوسن متواجدة في كيبيك في حين ان زهرة الزنبق لا تنبت في المقاطعة».

## وصف العلم
الصليب الابيض لعلم كيبيك هو دلاله للديانه الكاثوليكية أما اللون الازرق فهو رمز للوفاء والمثابرة.
استوحي تصميم العلم الكيبيكي من العلم الذي كان يحمل اسم Carillon وهو تصوّر أحد الكهنة في رعية سان جود، ويدعى الأب Elphège Filiatrault، بالقرب من مدينة سان هياسنت. رُفع علم Carillon فوق بيت الكاهن للمرة الأولى في 26 أيلول 1902 ولم يختلف كثيرًا عن نسخة عام 1948 سواء بمكان ولون زهور الزنبق التي كانت صفراء أو بيضاء ومائلة باتجاه مركز العلم.